# Józef Skarbek
Józef Skarbek herbu Abdank (ur. 13 marca 1819, zm. 24 lipca 1900) – hrabia, właściciel ziemski na Kujawach, współpracownik Słownika geograficznego Królestwa Polskiego, naczelnik cywilny powiatu włocławskiego w powstaniu styczniowym.

## Życiorys
Syn z pierwszego małżeństwa Fryderyka Floriana hrabiego Skarbek herbu Awdaniec (ur. 1792, zm. 1866) i Praksedy Skarbek (ur. 1792, zm. 1836) z domu Gzowskiej herbu Grabie, córki dziedzica z Osięcin poślubionej przez Fryderyka 18 lipca 1818 roku.
Brat przyrodni Zofii Izabeli Nepomuceny Łuszczewskiej, Henryka Stanisława Leona hrabiego Skarbek herbu Abdank i Władysława Skarbka, matką których była Pelagia Gertruda Matylda Skarbek z Rutkowskich herbu Pobóg (1806–1872).
Ojciec Fryderyk, wybitna postać XIX wieku człowiek o wielu talentach – dr. filozofii Uniwersytetu Jagiellońskiego, ekonomista, senator i dyrektor prezydujący rządowej komisji sprawiedliwości (w randze ministra) w 1847 r. Długoletni wykładowca ekonomii politycznej na Uniwersytecie Warszawskim. Wydaje dzieła o charakterze ekonomicznym, ale także komediopisarz i działacz społeczny

Matka Prakseda z domu Gzowska – miecznikówna bydgoska, posagiem wnosi dobra Osięciny na Kujawach.
Józef Skarbek urodził się w roku 1819, o jego latach młodzieńczych i wykształceniu niewiele wiadomo. Po matce odziedziczył dobra Osięciny, gdzie osiada po jej śmierci. Zawodowo i społecznie działa w powiecie włocławskim, gdzie był radcą Towarzystwa Kredytowego Ziemskiego, prezesem Rady Opiekuńczej Zakładów Dobroczynnych Powiatu Włocławskiego, prezesem Delegacji do Oczynszowania Włościan w tymże powiecie.
Podjął także współpracę z Filipem Sulimierskim, będąc jednym ze współpracowników i współredaktorem Słownika geograficznego Królestwa Polskiego.
Członek Towarzystwa Rolniczego w Królestwie Polskim w 1858 roku.
Pierwszą żoną była Maria Wodzińska (niedoszła narzeczona Chopina). Po rozwodzie, w roku 1849, poślubił w Osięcinach Karolinę Barbarę z Popławskich herbu Jastrzębiec, córkę Leona Popławskiego osiadłego na Łęcznej na Podlasiu, radcy stanu i Pauliny z Łyszkiewiczów herbu Szeliga. Małżeństwo pozostało bezdzietne.
Dnia 12 września 1895 r. sporządził testament, w którym cały swój majątek przeznaczył na cele dobroczynne. Utworzył “Wieczystą Fundację Dobroczynną Józefa i Karoliny z Popławskich hr. Skarbków”. Po śmierci Karoliny w 1905 r. Fundacja zaczęła działać a jej cała administracja mieściła się w dworze. Ostatnim Kuratorem Fundacji był Edward Marylski. Działalność dobroczynną Fundacji przerwał wybuch II wojny światowej. Po zakończeniu wojny majątki wchodzące w skład fundacji, tzn. Samszyce, Bartłomiejowice i Wola Skarbkowa, zostały rozparcelowane, a z majątku Osięciny powstało Państwowe Gospodarstwo Rolne.
Hrabia Józef Skarbek stanowi XIV pokolenie wywodzone od protoplasty rodu Skarbków, Jana Skarbka hrabiego z Gór